# Scapsipedus marginatus
Scapsipedus marginatus är en insektsart som först beskrevs av Adam Afzelius och Brannius 1804.
Scapsipedus marginatus ingår i släktet Scapsipedus och familjen syrsor. Inga underarter finns listade i Catalogue of Life.